# George F. Carrier
Pour les articles homonymes, voir Carrier (homonymie).
George Francis Carrier (4 mai 1918 - 8 mars 2002) est un ingénieur et physicien, professeur émérite T. Jefferson Coolidge de mathématiques appliquées de l'Université Harvard. Il se fait notamment remarquer par sa capacité à modéliser intuitivement un système physique puis à en déduire une solution analytique. Il travaille notamment dans la modélisation de la mécanique des fluides, de la combustion, et des tsunamis.

## Biographie
Né à Millinocket, dans le Maine, il obtient une maîtrise en ingénierie en 1939 et un doctorat en 1944 de l'Université Cornell avec une thèse en mécanique appliquée intitulée Investigations in the Field of Aeolotropic Elasticity and the Bending of the Sectorial-Plate sous la direction de James N. Goodier. Il est co-auteur d'un certain nombre de manuels de mathématiques et de plus de 100 articles de revues.
Carrier est élu à l'Académie américaine des arts et des sciences en 1953 à l'Académie nationale des sciences des États-Unis en 1967 et à la Société américaine de philosophie en 1976. En 1990, il reçoit la National Medal of Science, la plus haute distinction scientifique des États-Unis, décernée par le président Bush, pour ses contributions aux sciences naturelles.
Il est décédé d'un cancer de l'œsophage le 8 mars 2002.

## "Carrier's Rule" Loi de Carrier
Carrier est aussi connu pour la "Carrier's Rule", une explication humoristique de la raison pour laquelle les séries asymptotiques divergentes donnent souvent de bonnes approximations si les premiers termes sont pris en compte même lorsque le petit paramètre est d'ordre un, alors que dans le cas d'une série convergente, de nombreux termes sont nécessaires pour obtenir une bonne approximation : « Les séries divergentes convergent plus rapidement que les séries convergentes car elles n'ont pas besoin de converger. »